# Singer 9
Singer 9 – samochód sportowy produkowany przez brytyjska firmę Morris Motor Company w latach 1935–1937. Wyposażony był on w otwarte nadwozie. Samochód był napędzany przez silnik o pojemności 1,0 l. 

## Dane techniczne
- Silnik: R4 1,0 l (972 cm³)
- Układ zasilania: b.d.
- Średnica × skok tłoka: b.d.
- Stopień sprężania: b.d.
- Moc maksymalna: 39 KM (29 kW)
- Maksymalny moment obrotowy: b.d.
- Prędkość maksymalna: b.d.